# جيبسي (فليتوود ماك)
جيبسي هي أغنية لفرقة الروك فليتوود ماك كتبها ستيفي نيكس عام 1979، وكانت ثاني أشهر إصدار منفرد وثاني أشهر أغنية من ألبوم «ميراج»، بعد «هولد مي»، حيث احتلت رتبة 12 على بيلبورد هوت 100 لمدة ثلاثة أسابيع.